# بلوط دندانه‌دار
بلوط دندانه‌دار یا بلوط شاهنشاه ژاپنی یا بلوط کره‌ای (نام علمی: Quercus dentata) نام یک گونه از سرده بلوط است.